# Пеклун, Владимир Фёдорович
Владимир Фёдорович Пеклун — советский хозяйственный, государственный и политический деятель.

## Биография
Родился в 1924 году в нынешней Днепропетровской области. Член КПСС.
Участник Великой Отечественной войны в составе 476-го полка 320-й стрелковой дивизии. С 1947 года — на хозяйственной, общественной и политической работе. В 1947—1985 гг. — десятник в конторе «Ростовстройматериалы» треста «Ростовуголь», начальник проходки шахты «Щегловская-Глубокая», главный инженер, начальник шахтостроительного управления № 5 треста «Артемшахтострой», второй, первый секретарь Дзержинского городского комитета Компартии Украины, заместитель председателя исполкома Донецкого областного совета.
Делегат XXIII съезда КПСС.
За ландшафтную архитектуру центра Донецка был в составе коллектива удостоен Государственной премии СССР в области литературы, искусства и архитектуры 1978 года.
Умер в Донецке в 1998 году.